# Порушення авторського права і суміжних прав
Порушення авторського права і суміжних прав — злочин, за який передбачено відповідальність у Кримінальному кодексі України — 176 статті; правопорушення, за яку передбачено цивільно-правову та адміністративну відповідальність.

## Що є порушенням авторських і суміжних прав
Відповідно до Закону України «Про авторське право і суміжні права», порушенням особистих немайнових та/або майнових авторських і суміжних прав є, зокрема:
1. плагіат — це опублікування твору або його частини у незмінному або видозміненому вигляді, включаючи опублікування перекладу іншомовного твору або його частини, під іменем особи, яка не є автором цього твору;
2. використання об'єкта авторського права або об'єкта суміжних прав, якщо такі дії не підпадають під передбачені цим Законом випадки вільного використання об'єктів авторського права або об'єктів суміжних прав, без дозволу суб'єкта таких прав, у тому числі: 
піратство у сфері авторського права і суміжних прав — відтворення, ввезення на митну територію України, вивезення з митної території України і розповсюдження піратських примірників творів (у тому числі комп'ютерних програм і баз даних), фонограм, відеограм, незаконне використання програм організації мовлення, камкординг, а також Інтернет-піратство, тобто незаконне використання об'єктів авторського права та/або об'єктів суміжних прав із застосуванням мережі Інтернет;
ввезення на митну територію України без дозволу суб'єктів авторського права та/або суб'єктів суміжних прав примірників творів (у тому числі комп'ютерних програм і баз даних), фонограм, відеограм, записів передач організації мовлення;
камкординг — фіксування аудіовізуального твору під час публічного демонстрування аудіовізуального твору в кінотеатрах, інших кіновидовищних закладах особами, які перебувають у тому самому приміщенні, у якому відбувається таке публічне демонстрування, для будь-яких цілей без дозволу суб'єктів авторського права або суб'єктів суміжних прав, об'єкти яких складають аудіовізуальний твір;
3. використання об'єкта авторського права або об'єкта суміжних прав, якщо такі дії не підпадають під передбачені цим Законом випадки вільного використання об'єктів авторського права або об'єктів суміжних прав, з дозволу суб'єкта таких прав, але з порушенням умов, на яких такий дозвіл було надано (перевищення передбаченого договором тиражу, використання об'єкта способом, не передбаченим договором, порушення умов публічної ліцензії тощо);
4. зловживання посадовими особами організації колективного управління службовим становищем, що призвело до невиплати або неналежних розподілу і виплати винагороди суб'єкту авторського права або суб'єкту суміжних прав;
5. будь-які дії з недозволеного обходу технологічного засобу захисту об'єкта авторського права або об'єкта суміжних прав, у тому числі кардшейрінг, а також виготовлення, реклама, розповсюдження, ввезення з метою розповсюдження і застосування засобів для такого обходу;
кардшейрінг — це забезпечення у будь-якій формі та в будь-який спосіб доступу до програми організації мовлення, доступ до якої обмежено суб'єктом авторського права або суб'єктом суміжних прав шляхом застосування технологічних засобів захисту (абонентська карта, код тощо) або в інший спосіб, в обхід таких форм захисту, внаслідок чого така програма організацій мовлення може бути сприйнята публікою;
6. підроблення, зміна чи вилучення інформації про управління правами (інформації, що ідентифікує об'єкт авторського права або об'єкт суміжних прав і автора чи іншу особу, яка має на цей об'єкт авторське право та/або суміжні права, або інформації про умови використання об'єкта авторського права та/або об'єкта суміжних прав, або будь-які цифри чи коди, у яких представлена така інформація, коли будь-який із цих елементів інформації прикладений до копії об'єкта авторського права та/або об'єкта суміжних прав або вміщений у нього чи з'являється у зв'язку з його повідомленням до загального відома), зокрема в електронній (цифровій) формі, без дозволу відповідного суб'єкта авторського права або суб'єкта суміжних прав;
7. імпорт, розповсюдження примірників об'єктів авторського права та/або об'єктів суміжних прав, з яких без дозволу суб'єктів майнових прав на ці об'єкти вилучено чи у яких змінено інформацію про управління правами, зокрема в електронній (цифровій) формі;
8. управління веб-сайтом, який шляхом індексації метаданих твору або об'єкта суміжних прав та наданням пошукової системи, дозволяє користувачам цього веб-сайту знаходити та поширювати твір або об'єкт суміжних прав у межах однорангової мережі без дотримання майнових прав суб'єктів авторського права та/або суб'єктів суміжних прав.

## Відповідальність за порушення авторських та/або суміжних прав
- Цивільно-правова: особи, які порушують авторські та/або суміжні права, за судовим рішенням можуть нести відповідальність, яка виражається у виді відшкодування моральної шкоди чи матеріальних збитків, завданих правопорушенням, стягнення доходу, отриманого в результаті порушення, виплату компенсації в розмірі: від 2 до 200 прожиткових мінімумів для працездатних осіб (станом на 2023 рік це від 5368 до 536 800 грн) або як фіксована подвоєна (якщо порушення умисне — потроєна) сума винагороди, яка була б сплачена за надання дозволу на використання, заборони подальшого використання об'єктів авторського прав або суміжних прав (з можливою конфіскацією контрафактних примірників); крім того, суд може оштрафувати порушника на суму, яка дорівнює 10 % суми, стягненої на користь позивача.
- Адміністративна: передбачена статтею 512 КУпАП «порушення прав на об'єкт права інтелектуальної власності» у вигляді штрафу в розмірі від 850 до 5100 гривень з конфіскацією незаконно виготовленої продукції та обладнання і матеріалів, які призначені для її виготовлення.
- Кримінальна: настає за 176 статтею Кримінального кодексу України у вигляді штрафу в розмірі від 5100 до 17 000 гривень/виправних робіт строком до двох років/позбавлення волі строком до двох років. Кримінальна відповідальність настає, якщо завдана шкода перевищує двадцять неоподатковуваних мінімумів доходів громадян (станом на 2023 рік це 26 840 гривень). За вчинення злочину з деякими обставинами, які обтяжують покарання, передбачені вищі санкції.